# La Mamora
La Mamora o San Felipe de La Mamora (en árabe: المعمورة al-ma‘mūrah), La Mámora o San Miguel de Ultramar es el nombre que se le dio en España durante el siglo XVII a la actual ciudad marroquí de Mehdía. Se encuentra situada en el norte de Marruecos, en la desembocadura del río Sebú. Estuvo bajo dominio español entre 1614 y 1681, cuando fue conquistada por el sultán Muley Ismaíl.

## Historia

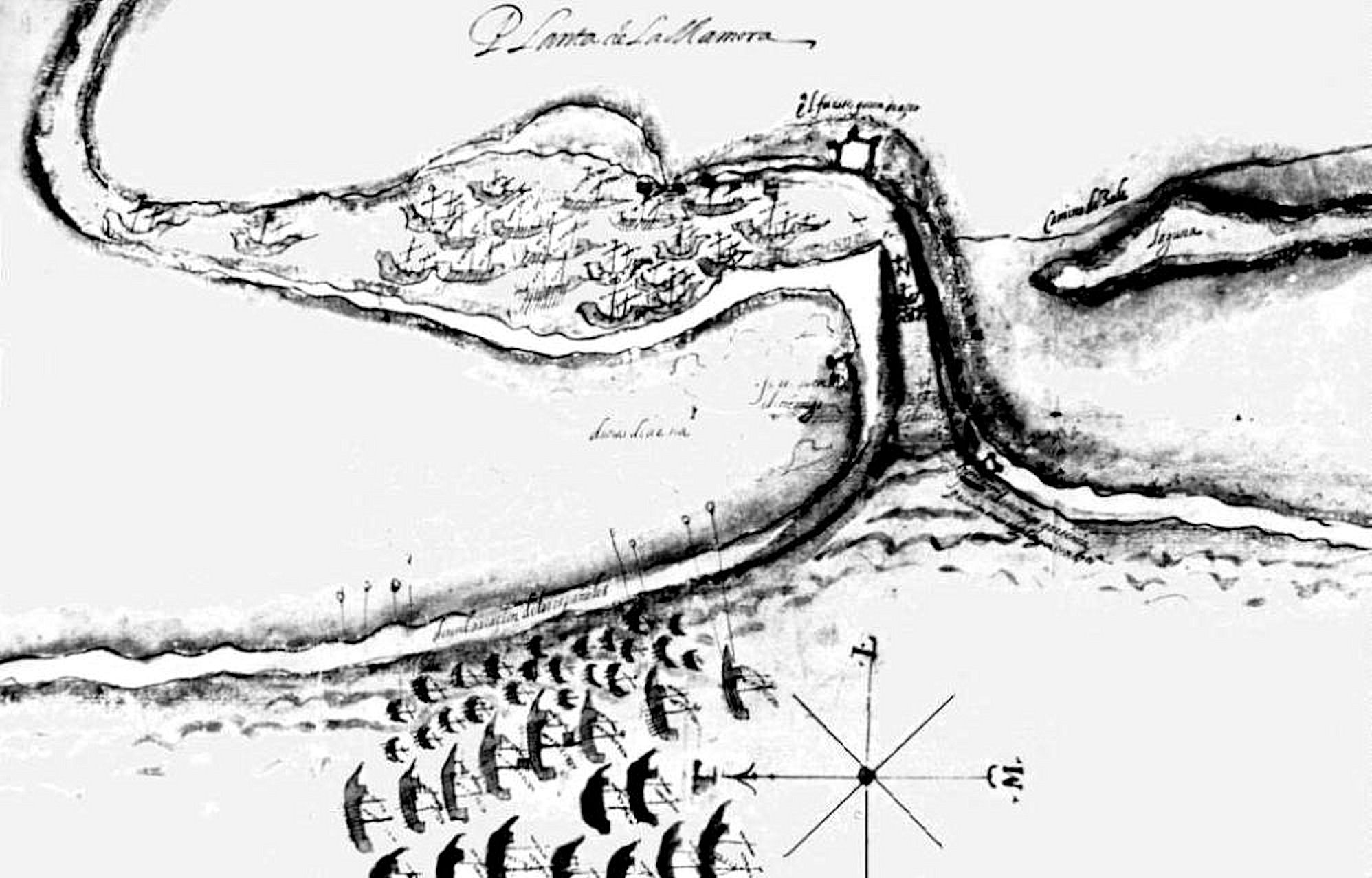
Plano de La Mamora en 1621 con el fuerte de La Mamora

### Forte de São João de Mamora portugués 1515
Tras la conquista de Azamor por los portugueses en 1513, el rey Manuel I mandó que se reconociese el estuario del río Sebú –profundidad, amplitud de la marea, capacidad para albergar naves, características de la tierra de las márgenes, existencia de madera y piedra para construcción, condiciones de una pequeña isla allí existente– todo con fines estratégicos.
Con las informaciones recabadas se elaboró un plan y se organizó una expedición de conquista con 200 embarcaciones y 8000 hombres, que partió de Lisboa el 13 de junio de 1515. El 24 de junio, día de San Juan, la armada fondeó en el estuario del Sebú, desembarcó y conquistó la población sin resistencia. En la ribera del río, debajo de un pequeño otero, comenzaron a construir una fortificación de campaña en fajina y tierra con vistas a edificar después otra más sólida en piedra. Esta construcción preparada para defender el fondeadero no preveía un ataque por el lado de tierra, lo que se reveló desastroso cuando sobrevino el ataque de los moros a inicios de agosto, que infligieron una dura derrota a los portugueses. El 10 de agosto se dio la orden de retirada, que se hizo en desbandada, perdiéndose más de la mitad de los hombres, casi la mitad de la artillería y cerca de 100 navíos, hundidos o encallados en la barra.

### La Mamora española 1614-1681
A finales del siglo XVI el emplazamiento se convirtió en reducto de piratas, bajo el mando del inglés Henry Mainwaring, que actuaron en esa región del Atlántico al acecho de la flota de Indias. La situación solo pudo ser controlada cuando, tras la toma española de Larache al norte en 1610, éstos conquistaron La Mamora en agosto de 1614, siendo rebautizada como San Miguel de Ultramar.
Los españoles construyeron el fuerte de La Mamora diseñado por Cristóbal de Rojas llamado San Felipe y junto a él creció una población amurallada o qasbah adosada. A partir de entonces los españoles tuvieron que resistir asedios de marroquíes con apoyo de los corsarios de Salé y los holandeses en 1619, 1625 (levantado por Fadrique Álvarez de Toledo Osorio), 1628 (levantado por Tomás de Larraspuru y Churruca), 1647, 1655, 1668, 1671, 1675 y 1678, hasta que el 30 de abril de 1681 la débil guarnición de 160 hombres hubo de rendirse ante las tropas de Mulay Ismaíl, el segundo rey de la dinastía alauita, que renombró la población como Mehdía.

### Rendición de la plaza
Tras un ataque del Sultanato de Sharifa a la empalizada que resultó en la toma de dos torres defensivas, los marroquíes ofrecieron al gobernador de la plaza, Juan Peñalosa y Estrada, la condición de prisión de guerra para todos, si se rendían. Ni Peñalosa ni los monjes confiaron, pero la hambrienta soldadesca optó por la rendición. A la llegada de Ismaíl, el gobernador debió besarle las botas, y entregarle los 88 cañones de bronce, 15 de hierro, mosquetes, pólvora, y otros pertrechos, los cuales, según un observador francés, excedían los armamentos de todo el reino marroquí. Entre los españoles, los africanos capturaron a 50 niñas y mujeres.  El rey alauita no cumplió lo prometido y los esclavizó a todos y los remitió a Mequinez a trabajos forzados. Tras salvajes torturas, la mayoría se convirtieron a la fe de Mahoma. Unos cuantos aún sobrevivían esclavizados en 1716 en Mequinez.  Fue en 1685 La Mamora el sitio del escape del esclavo inglés Thomas Phelps y tres colegas. 
Con la toma del fuerte los conquistadores se hicieron con la imagen del Cristo de Medinaceli que sería más tarde rescatada en Mequinez junto con los cautivos no islamizados de La Mamora por los Padres Trinitarios y llevada a Madrid.